# Raja Meziane
Raja Meziane (en arabe : رجاء مزيان , en berber : ⵕⴰⵊⴰ ⵎⴻⵣⵉⴰⵏⴻ), est une chanteuse, auteure-compositrice et avocate algérienne, née en 1988 à Maghnia.

## Biographie
Raja naît en 1988 à Maghnia, ville frontalière du Nord-Ouest algérien, où elle grandit dans la populaire cité des Chouhada. Son père, Ahmed (dit H'mida) Meziane, professeur de sciences naturelles au collège, meurt jeune d'une maladie cardiaque alors que Raja a huit ans. Initiée à la musique et au théâtre par les scouts, elle enregistre un premier album de chansons pour enfants à l'âge de quatorze ans. 
En 2007, alors étudiante en droit à l'université de Tlemcen, elle participe au télé-crochet Alhane wa chabab lors duquel elle est finaliste.
Après avoir sorti deux albums, avec certaines chansons engagées critiquant le régime algérien, elle tente en 2013 de réaliser un long métrage dont elle écrit le scénario et la chanson de la bande originale. Faute de pouvoir financer ce projet, elle décide de se consacrer à son métier d'avocate. Cependant, le bâtonnier d'Alger refuse sans explication de lui délivrer son certificat.
N'ayant pu s'épanouir en Algérie ni dans l'art ni dans le domaine juridique, elle finit par décider de quitter le pays et émigre en 2015 à Prague en République tchèque, ville où a vécu son époux, Dee Tox, également producteur et manager. Elle y trouve un environnement plus propice à son expression et au développement de sa carrière artistique,.
En octobre 2019, Raja Meziane a été nommée à la 61e position du classement BBC 100 Women 2019 des cent femmes les plus influentes dans le monde en raison du succès populaire de sa chanson et vidéo "Allo le système!" pendant le Hirak, qui lui a valu le surnom d'icône de la Révolution du sourire.
Elle donne à Paris, à l'invitation de l'Institut du Monde Arabe, un concert le 8 mars 2020, en écho à la Journée Internationale des Droits des Femmes,.